# Novyj Rozdil
Novyj Rozdil (ukrajinsky Новий Розділ; rusky Новый Раздол – Novyj Razdol) je město na jihovýchodě Lvovské oblasti na Ukrajině. Leží na horním toku Dněstru, jižně od Lvova a severovýchodně od Stryje. V roce 2024 v něm žilo přes 29 tisíc obyvatel.

## Dějiny
Novyj Rozdil byl založený v roce 1953 v souvislosti s těžbou síry a než se stal městem, měl od roku 1959 do konce roku 2002 statut sídla městského typu.